# گنزالو وگا
گنزالو وگا (انگلیسی: Gonzalo Vega; ۲۹ نوامبر ۱۹۴۶ – ۱۰ اکتبر ۲۰۱۶) هنرپیشه اهل مکزیک بود.